# Přemysl-ház
A Přemysl-ház (tagjai a Přemyslidák, csehül: Přemyslovci, lengyelül: Przemyślidzi, németül: Premysliden) cseh származású uralkodóház, melynek tagjai többek között cseh fejedelmek és királyok, valamint rövid időre lengyel és magyar királyok is voltak. A dinasztia tagjai a 9. századtól alakították a cseh történelmet, de jelentős szereppel bírtak a Német-római Birodalomra nézve is. A ház királyi ága férfi ágon III. Vencel királlyal halt ki 1306-ban, míg a troppaui ág Valentin racibórzi herceggel 1521-ben.
A dinasztia alapítójának a legendák Libuše fejedelemasszonyt és férjét, Přemyslt tekintik, de nincs bizonyíték arra, hogy ők valós személyek lettek volna. A dinasztia első, történelmileg igazolt tagja az első cseh herceg, I. Borivoj.
873-ban keresztelte meg az első Přemysl uralkodót Metód. Csehország nem tudta megtartani szuverenitását, a Német-római Császárság hűbérese lett, a Přemysl-uralkodók hatalma többé-kevésbé névleges volt.
973-ban II. Boleszláv megalapította a prágai püspökséget, ezzel Csehország területei egyesültek: Csehország, Morvaország, Szilézia. 1198-tól Csehország uralkodói már nem hercegek, hanem királyok voltak. I. Ottokár kihasználta a császári hatalom meggyengülését, és II. Frigyes német-római császártól elragadta az örökletes cseh királyi címet. Frigyes kénytelen volt átadni Csehországot, ezt az 1212-es Szicíliai Aranybullájában tette meg.
II. Ottokár király idejében az ország a térség legerősebb és leggazdagabb állama lett. 1246-ban megszerezte a kihalt Babenberg-ház tartományait (Ausztria, Stájerország, Karintia), sikeresen harcolt a magyarok ellen, ahol épp gyengülőben volt a központi hatalom. Megkísérelte megszerezni a német-római császári címet is, ám a tartományi fejedelmek Habsburg Rudolfot választották meg uralkodójuknak, pontosan azért, mert a Habsburg-háznak nem voltak birtokai, s tartottak II. Ottokár hatalmától.
1278-ban a magyarok szövetkeztek Rudolffal a cseh király ellen, a második morvamezei csatában le is győzték II. Ottokár seregeit. Maga a király is a csatamezőn lelte halálát.
A Přemysl-ház utolsó két tagja, II. Vencel cseh király és III. Vencel már lengyel király is volt, sőt a még gyermek III. Vencel az Árpád-ház kihalása után meg is tudta szerezni a magyar trónt, igaz, csak nagyon rövid időre.
1306-ban III. Vencel fiatalon meghalt, aki a Přemysl-ház királyi ágának utolsó férfi tagja volt. Csehországon a Luxemburg-ház tagjai uralkodtak tovább, Lengyelországban pedig visszatértek a Piastok.